# Прекрасна брехня (Доктор Хаус)
«Прекрасна брехня» (англ. It's a Wonderful Lie)  — десята серія четвертого сезону американського телесеріалу «Доктор Хаус». Прем'єра епізоду проходила на каналі FOX 29 січня 2008. Доктор Хаус і його нова команда мають врятувати жінку, яка ніколи не брехала своїй дочці і водночас не сказала їй найголовнішого.

## Сюжет
Під час уроків зі скелелазіння Меггі впускає мотузку, на якій висіла її дочка Джейн, через параліч рук. Вивчивши історію хвороби Тауб розуміє, що, скоріш за все, у жінки рак грудей. Проте сканування не показує раку. Команда також виключає всі венеричні хвороби. Тауб і Форман відвідують хлопця Меггі. З розмови вони дізнається, що той давав жінці екстазі, щоб вона збадьорилась. Команда перевіряє наркотики, але не виявляє нічого дивного. Невдовзі у жінки зникає зір.
Хаус наказує зробити МРТ, флуорисцентну ангіограму очного дна, перевірити на ЦД і відвідати будинок. Також Хаус наказує привезти комп'ютер, щоб перевірити пошту. Тести нічого не показують і Хаус вирішує дати пацієнтці плацебо. Проте з часом їй стає гірше і вона починає задихатися. Згодом, прочитавши пошту, Хаус розуміє, що напевно у жінки саркоїдоз. Команда робить аналіз, який виявляється негативним. Також після аналізу у Меггі починається очна кровотеча. Хаус наказує зробити пункцію кісткового мозку. Але під час процедури Чейз розуміє, що кістка міцніша за свердло. З МРТ команда розуміє, що весь кістяк немов камінь.
Це вказує на важке захворювання і Меггі потрібна пересадка кісткового мозку. Тауб просить перевірити Джейн, але жінка відмовляється через хвилювання за дочку. У Клівленді команда знаходить донора, але Хаус цікавиться чому донька не може стати донором. Дізнавшись причину, Хаус розуміє, що жінка збрехала. Невдовзі вона зізнається, що взяла дівчинку у наркоманки. Стан пацієнтки стрімко погіршується.
Через деякий час Хаус розуміє, що пухлина молочної залози може бути і не в грудях. Він оглядає ноги Меггі і знаходить «груди» за коліном. Жінці видаляють пухлину і вона одужує.

## Цікавинки
- Хаус вирішує влаштувати гру у таємничого Санту. Кожен лікар з команди вибирає у мішечку папірець, на якому написано ім'я його «клієнта». Згодом команда дізнається, що на кожному папірці написано: «Хаус».